# Partit de Liepāja
El Partit de Liepāja (en letó:Liepājās Partija) és un partit polític letó de caràcter regionalista.
Opera a la ciutat de Liepaja on el seu president, Uldis Sesks, va ocupar el càrrec l'alcalde de 1997 a 2018. El partit mantenia un acord amb la Unió de Verds i Agricultors que permetia als seus membres ser escollits al Saeima. Posteriorment, ha participat de la coalició Llista Unida.

## Resultats electorals

### Eleccions legislatives
| Any  | Líder       | Resultats            | Resultats            | Resultats            | Resultats | Resultats | Pos. | Govern             |
| Any  | Líder       | Vots                 | %                    | ±                    | Escons    | +/–       | Pos. | Govern             |
| ---- | ----------- | -------------------- | -------------------- | -------------------- | --------- | --------- | ---- | ------------------ |
| 2010 | Uldis Sesks | Dins la coalició ZZS | Dins la coalició ZZS | Dins la coalició ZZS | 2 / 100   | Nou       | 3r   | Coalició           |
| 2011 | Uldis Sesks | Dins la coalició ZZS | Dins la coalició ZZS | Dins la coalició ZZS | 1 / 100   | 1         | 5è   | Oposició           |
| 2014 | Uldis Sesks | Dins la coalició ZZS | Dins la coalició ZZS | Dins la coalició ZZS | 3 / 100   | 2         | 3r   | Coalició           |
| 2018 | Uldis Sesks | Dins la coalició ZZS | Dins la coalició ZZS | Dins la coalició ZZS | 3 / 100   | =         | 6è   | Oposició           |
| 2022 | Uldis Sesks | Dins la Llista Unida | Dins la Llista Unida | Dins la Llista Unida | 1 / 100   | 2         | 3r   | Coalició (2022-23) |
| 2022 | Uldis Sesks | Dins la Llista Unida | Dins la Llista Unida | Dins la Llista Unida | 1 / 100   | 2         | 3r   | Oposició (2023-)   |

### Parlament Europeu
| Any  | Líder                | Vots                 | %                    | Escons | +/– | Grup |
| ---- | -------------------- | -------------------- | -------------------- | ------ | --- | ---- |
| 2014 | Andris Bērziņš       | Dins la coalició ZZS | Dins la coalició ZZS | 0 / 8  | Nou | –    |
| 2019 | Dana Reizniece-Ozola | Dins la coalició ZZS | Dins la coalició ZZS | 0 / 8  | =   | –    |
| 2024 | Reinis Pozņaks       | Dins la Llista Unida | Dins la Llista Unida | 0 / 9  | =   | –    |